# Vivek Chibber
Vivek Chibber (Delhi, India) es un sociólogo estadounidense de origen indio. Es profesor de sociología en la Universidad de Nueva York. Es un especialista en imperialismo, teoría marxista, cambios históricos a largo plazo (ciclos económicos), y economía política del desarrollo.

## Datos académicos
Chibber es profesor de sociología en la Universidad de Nueva York desde 1999. Obtuvo su grado de doctor en sociología por la Universidad de Wisconsin en 1999 (Ph.D.) habiendo cursador el M.A. en sociología en la misma universidad. En 1987 obtuvo su B.A. en Ciencias políticas por la Universidad de Northwestern.

## Universalismo, marxismo y teoría postcolonial
En el libro de 2013 Postcolonial Theory and the Specter of Capital Chibber considera los estudios postcoloniales como una catástrofe intelectual académica para la izquierda política universalista. El error habría que achacarlos al posestructuralismo, a la Teoría poscolonial y los representantes de los estudios subalternos -entre ellos el Grupo de Estudios Subalternos- ya que habrían vaciado de contenido los planteamientos anticapitalistas de carácter universal para ser sustituidos por planteamientos locales que, según Chibber, impiden una explicación común al fenómeno del capitalismo globalizado. Según Chibber, los estudios poscoloniales, fundamentados en el pensamiento postestruturalista, negarían el universalismo marxista -categorías como clase, capitalismo, explotación- no serían válidas ya que la realidad mundial es variada, compleja y tiene una expresión local particular, mediada por la cultura y suponen un ataque a la ilustración. Señala Chibber:

De manera bien interesante, la abanderada [de la teoría postcolonial] ha sido una nidada de teóricos del Sur asiático y de otras partes del Sur global que han encabezado el ataque. Quizá los más sobresalientes e influyentes de ellos son Gayatri Chakravarty Spivak, Homi Bhabha, Ranajit Guha y el grupo de estudios subalternos, que incluye incluso al antropólogo colombiano, Arturo Escobar, al sociólogo peruano Anibal Quijano y el teórico de la literatura argentino Walter Mignolo, entre otros. Por supuesto, el objetivo más común de sus críticas es la teoría marxista, pero su ira se extiende al conjunto de la herencia de la Ilustración.

Si para algunos defensores de la necesidad de planteamientos universales la publicación de Chibber ha supuesto un revulsivo, para otros, los teóricos postcoloniales, ha sido una provocación ya que consideran que se puede ser un teórico postcolonial y marxista.

## Publicaciones
Pueden consultarse las publicaciones completas en el Currícum Vitae de Chibber.

### Libros
- 2013 - Postcolonial Theory and the Specter of Capital, Verso.[6]
- 2003 - Locked in Place: State-Building and Late Industrialization in India, Princeton University Press.

### Artículos
Algunos de los artículos de Chibber son los siguientes:
- 2014 - "Subaltern Studies Revisited - a Response to Partha Chatterjee", Economic and Political Weekly, March 1, 2014.
- 2014 - "Capitalism, Class, and Universalism: Escaping the Cul-de-sac of Postcolonial Theory," The Socialist Register, 2014.
- 2013 - "Interests, Development Strategies, and Social Policies (enlace roto disponible en Internet Archive; véase el historial, la primera versión y la última).", R. Nagaraj ed., Growth, Inequality, and Social Policy in India, London: Palgrave MacMillan, 2012.
- 2011 - "Beyond Monism: What is Living and what is Dead in the Marxist Theory of History", Historical Materialism: A Journal of Critical Theory, Vol. 19(2), 2011, 60-91.
- 2009 - "American Militarism and the US Political Establishment," Socialist Register, 2009, pp. 23-53.
- 2008 - "Developments in Class Analysis", Critical Companion to Contemporary Marxism, edited by Jacques Bidet and Stathis Kouvelakis, Leiden: Brill, 2008.
- 2006 - "On the Decline of Class Analysis in South Asian Studies," Critical Asian Studies, 2006, 38:4.
- 2005 - "The Good Empire," The Boston Review, February/March 2005.
- 2005 - "From Class Compromise to Class Accommodation: Labor’s Incorporation into the Indian Political Economy", in Mary Katzenstein and Raka Ray, Social Movements and Poverty in India, (Rowman and Littlefield, 2005).
- 2005 - "Reviving the Developmental State? The Myth of the 'National Bourgeoisie'," Socialist Register 2005.
- 2004 - "The Return of Imperialism to Social Science", Archives de Europeenes de Sociologie-The European Journal of Sociology, December, 2004.
- 2002 - "Bureaucratic Rationality and the Developmental State," American Journal of Sociology, January 2002, (Volume 107:4).
- 1999 - "Building a Developmental State: The Korean Case Reconsidered," Politics & Society, September 1999, Vol 27 No. 3, (Sage Publications, Inc.).
- 1998 - "Breaching the Nadu: Lordship and Economic Development in Medieval South India", The Journal of Peasant Studies, 26(3), October 1998.

## Reseñas
Entre otras Chibber ha realizado las reseñas de los siguientes libros:
- ¿Dejar a Occidente al margen?, reseña a C.A. Bayly, The Birth of the Modern World, 1780-1914.
- El capital desbocado, reseña a Ellen Meiksins Wood, Empire of Capital.

## Premios y honores
- 2006 - Premio a la mejor obra publicada, American Sociological Association, mención de honor.
- 2005 - Premio Barrington Moore Jr. Prize, American Sociological Association.
- 2004 - Seleccionado como Outstanding Academic Title, 'Choice Magazine'
- 2005 - Premio Mirra Komarovsky, Eastern Sociological Association, mención de honor.
- 2004 - Premio a la mejor obra publicada, Political Sociology Section of the American Sociological Association, por el mejor libro de sociología política, mención de honor.